# Amazilia luciae
El esmeralda hondureña, diamante de collar, amazilia zafirina o amazilia hondureña (Amazilia luciae) es una especie de ave apodiforme de la familia Trochilidae —los colibríes— perteneciente al género  Amazilia. Es endémica de Honduras.

## Distribución y hábitat
Su hábitat natural son los bosques secos y matorrales tropicales o subtropicales. La especie es localmente común en bosques áridos y de matorral en el valle del río Aguan superior, ubicado en el departamento de Yoro. También es común en el departamento de Santa Bárbara a lo largo de la cuenca del río Ulúa a la altura de los municipios San Vicente Centenario, Santa Bárbara y Colinas. Su distribución no es uniforme pues puede hallarse zonas con menos de una hectárea y hasta cinco individuos compitiendo por territorio y al mismo tiempo buscar exhaustivamente un individuo en cientos de hectáreas y no encontrarlo.

## Descripción
Mide entre 9 y 10cm de longitud y tiene un pico largo y encorvado. Como la mayoría de colibríes, su color depende de las condiciones luminínicas del entorno. Pero en general A. luciae presenta matices azulados en el cuello y garganta pero un tono esmeralda en el dorso. Es inconfundible por el pecho y vientre blanco sucio. Aun así puede ser confundido con otras especies de su género como Chlorestes candida y Amazilia tzacatl. No obstante, con el primero existe la diferencia en la garganta: el colibrí cándido la tiene blanca totalmente y dicho color se extiende pulcramente hasta el vientre. La otra característica es el color de la cola: en el colibrí cola canela, advierte el tono rojizo en las timoneras al verlo desde atrás. La amazilia hondureña tiene las timoneras más apagadas y grisáceas. La falta de cuidado al identificar el ave ha creado confusiones de identificación que se han colado en revistas, textos escolares o afiches hasta el grado de presentar fotografías de otros colibríes, incluyendo a machos de la esmeralda oriental (Cynanthus canivetii).

## Comportamiento
Suele libar flores de Helicteres sp. y de plantas que parasitan robles, además de cactus. Es generalmente atacado por el mochuelo caburé (Glaucidium brasilianum). Al ser atacados, los colibrís se reúnen en bandadas para escapar.
Se comunican entre ellos aleteando las alas con un ritmo específico en lugar de emitir sonidos con su boca, la velocidad de sus alas cuando vuelan es tal que no se distinguen cuando están en pleno vuelo.
Se alimentan de néctar y también de los pequeños insectos que quedan en el interior de la planta. También contribuye a la polinización.

## Estado de conservación
La esmeralda hondureña sido calificada como «vulnerable» por la Unión Internacional para la Conservación de la Naturaleza (IUCN) debido a que su pequeña zona de distribución y su población, estimada entre 10 000 y 20 000 individuos maduros, se presumen estar en decadencia como resultado de la continua pérdida de hábitat.

## Sistemática

### Descripción original
La especie A. luciae fue descrita por primera vez por el ornitólogo estadounidense George Newbold Lawrence en 1868 bajo el nombre científico Thaumatias luciae; su localidad tipo es: «Honduras».

### Etimología
El nombre genérico femenino «Amazilia» fue tomado del nombre específico Ornismya amazilia Lesson; que se refiere a Amazili, una heroína inca en la novela de Jean-François Marmontel «Les Incas, ou la destruction de l’Empire du Pérou» de 1777; y el nombre de la especie «luciae» es un homenaje a Lucy Brewer (fl. 1867), hija del también ornitólogo estadounidense y amigo de Lawrence, Thomas Mayo Brewer.

### Taxonomía
Es monotípica. Se han registrado híbridos de la presente especie con Amazilia tzacatl y Saucerottia cyanocephala.